# Grigorij Suk
Grigorij Eduardowicz Suk (ros. Григорий Эдуардович Сук, ur. 30 listopada?/12 grudnia 1896 w okolicach Moskwy, zm. 28 listopada 1917) – as lotnictwa rosyjskiego z 9 potwierdzonymi zwycięstwami w I wojnie światowej.

## Życiorys
Urodził się w majątku rodzinnym pod Moskwą. Jego ojciec pochodził z Czech i był naukowcem, a matka z domu Sorokina była córką lekarza. Grigorij, wraz z dwoma braćmi odebrał, wstępną edukację w domu. Kontynuował naukę w Moskwie, w szkole średniej o profilu artystycznym, po jej ukończeniu chciał zostać architektem. Po wybuchu wojny, jak większość młodzieży rosyjskiej, zaciągnął się na ochotnika do armii.
Do służby w Carskich Siłach Powietrznych został skierowany w końcu 1914 roku, jednak naukę pilotażu rozpoczął dopiero w lipcu 1915, a licencję pilota uzyskał 12 stycznia 1916 roku.
W połowie marca został przydzielony do jednostki lotniczej 26KAO przy 9 Armii. Po kilku dniach pobytu w jednostce rozpoczął samodzielne loty bojowe. Wykonywał zadania rozpoznawcze oraz bombardowania. Już w pierwszych dniach kwietnia 1916 roku został odznaczony Orderem św. Anny kl. 4 oraz otrzymał awans podoficerski, a do końca miesiąca za swoje dokonania bojowe oraz odwagę został zgłoszony do odznaczenia Orderem św. Anny kl. 3 i 2.
W czerwcu 1916 roku jako jeden z najbardziej doświadczonych pilotów na froncie rumuńskim został wysłany do Moskwy na kurs pilotażu pierwszych samolotów myśliwskich.
Do służby liniowej powrócił 15 sierpnia i został skierowany do dowodzonej przez Iwana Łojkę jednostki 9IAO. W okresie do października 1916 roku wykonał 19 misji bojowych i został odznaczony czterokrotnie Orderem św. Jerzego (4. stopnia (№ 678469), 3. stopnia (№ 26418), 2. stopnia (№ 31318) i 1. stopnia (№ 14954).
Pierwsze zwycięstwo powietrzne Grigorij Suk odniósł nad austriackim samolotem Hansa-Brandenburg C.I w dniu 26 marca 1917 roku, pilotując samolot Nieuport 11. Do września 1917 roku odniósł kolejne dwa zwycięstwa. We wrześniu jednostka została przezbrojona w samoloty Vickers F.B.19. Suk odniósł kolejne 3 zwycięstwa powietrzne, w tym jedno niepotwierdzone, w okolicach miasta Seret oraz dwa w okolicach Radowców na terytorium dzisiejszej Rumunii (wówczas były to Austro-Węgry).
Na początku września 1917 roku 9 eskadra została dozbrojona francuskimi samolotami SPAD VII. Grigorij Suk pierwsze swoje zwycięstwo na nowym samolocie odniósł nad austriackim dwumiejscowym samolotem 14 października. Ostatnie, dziewiąte zwycięstwo Suk odniósł 10 listopada 1917 roku. Kilka dni później 28 listopada (względnie 15 listopada, różne źródła podają różne daty) w czasie podchodzenia do lądowania na lotnisku w Radowcach w jego samolocie SPAD VII nr 1440 uległo uszkodzeniu skrzydło. Samolot wpadł w korkociąg i spadł z wysokości około 80 m. Grigorij Suk zginął na miejscu. Był prawdopodobnie ostatnim rosyjskim pilotem, który zginął w pierwszej wojnie światowej.

## Odznaczenia
- Order św. Jerzego kl. 4, 3, 2 i 1
- Order św. Włodzimierza kl. 4
- Order św. Anny kl. 4, 3, 2 i 1
- Order św. Stanisława kl. 2
- Order Korony Rumunii